# Rasmus Thrane Hansen
Rasmus Thrane Hansen (* 8. listopad 1991 Søllerød) je dánský juniorský reprezentant v orientačním běhu. Mezi jeho největší úspěchy patří první místo ze sprintu na juniorském mistrovství světa 2010 v dánském Aalborgu. V současnosti běhá za dánský klub Søllerød Ok.

## Sportovní kariéra
| Přehled úspěchů na Mistrovství světa | Přehled úspěchů na Mistrovství světa | Přehled úspěchů na Mistrovství světa | Přehled úspěchů na Mistrovství světa | Přehled úspěchů na Mistrovství světa |
| Mistrovství světa                    | Sprint                               | Middle                               | Long                                 | Štafety                              |
| ------------------------------------ | ------------------------------------ | ------------------------------------ | ------------------------------------ | ------------------------------------ |
| Trondheim 2010                       | 23. místo                            | X                                    | Q16. místo                           | X                                    |
| Savojsko 2011                        | 19. místo                            | X                                    | Q20. místo                           | 13. místo                            |
| Lausanne 2012                        | 19. místo                            | X                                    | 29. místo                            | 6. místo                             |

| Přehled úspěchů na Mistrovství Evropy | Přehled úspěchů na Mistrovství Evropy | Přehled úspěchů na Mistrovství Evropy | Přehled úspěchů na Mistrovství Evropy | Přehled úspěchů na Mistrovství Evropy |
| Mistrovství Evropy                    | Sprint                                | Middle                                | Long                                  | Štafety                               |
| ------------------------------------- | ------------------------------------- | ------------------------------------- | ------------------------------------- | ------------------------------------- |
| Falun 2012                            | 26. místo                             | 49. místo                             | X                                     | 13. místo                             |

| Přehled úspěchů na Mistrovství světa juniorů | Přehled úspěchů na Mistrovství světa juniorů | Přehled úspěchů na Mistrovství světa juniorů | Přehled úspěchů na Mistrovství světa juniorů | Přehled úspěchů na Mistrovství světa juniorů |
| Mistrovství světa juniorů                    | Sprint                                       | Middle                                       | Long                                         | Štafety                                      |
| -------------------------------------------- | -------------------------------------------- | -------------------------------------------- | -------------------------------------------- | -------------------------------------------- |
| Dubbo 2007                                   | 49. místo                                    | 37. místo                                    | 64. místo                                    | X                                            |
| Göteborg 2008                                | 22. místo                                    | 26. místo                                    | 67. místo                                    | 6. místo                                     |
| San Martino 2009                             | 61. místo                                    | 18. místo                                    | 5. místo                                     | 3. místo                                     |
| Aalborg 2010                                 | 1. místo                                     | 6. místo                                     | 5. místo                                     | 3. místo                                     |